# Колокол Нагасаки
Колокол Нагасаки — памятник, установленный в сентябре 2000 года в столице Беларуси Минске на площади Независимости недалеко от скульптуры Архангела Михаила и Красного костёла. Памятник является напоминанием о жертвах ядерных катастроф.

## История
Колокол был отлит мастерами колокольного литья по инициативе католической церкви Японии. Он является «двойником» колокола «Ангел», уцелевшего после атомной бомбардировки Нагасаки 9 августа 1945 г. В основании памятника заложены капсулы с землёй из Иерусалима, из японских городов Хиросима, Нагасаки, Фукусима и из районов, пострадавших от чернобыльской катастрофы. Также там находятся капсулы с землёй из Семипалатинского полигона и полигона на Новой Земле.
Колокол «Ангел» из Нагасаки был найден и откопан прихожанами после бомбардировки под развалинами кафедрального католического собора Ураками. Позднее его установили в центре Нагасаки как напоминание о страшных последствиях войны.
На открытии памятника 24 сентября 2000 г. настоятель собора Ураками Сиёти Мимура сказал: «Пусть этот памятник символизирует нашу солидарность с Беларусью и то, что наши народы связывают не только экономические и культурные, но и духовные связи».
От колокола тянется тросик, дёрнув за который любой желающий может позвонить в колокол.